# Führerbegleitkommando

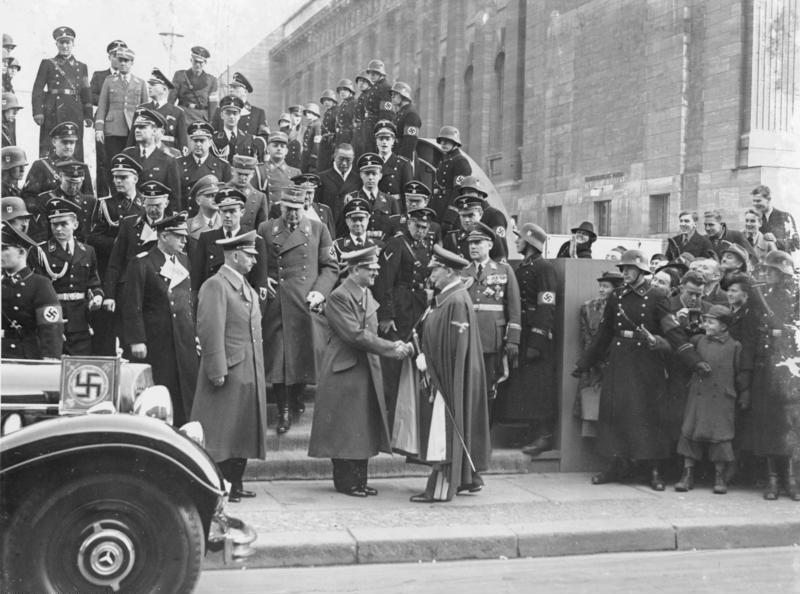
Führerbegleitkommando och andra uniformerade SS-män skyddar Führern i Berlin i februari 1939.

Führerbegleitkommando, eller SS-Begleitkommando des Führers, var Adolf Hitlers personliga livvaktsstyrka. Den grundades den 29 februari 1932 och bestod ursprungligen av åtta män, var och en särskilt utvald av Hitler själv.
- Adolf Dirr (1907–1998)
- Bruno Gesche
- Bodo Gelzenleuchter (1905 – efter 1943)
- Kurt Gildisch
- Willy Herzberger (född 1895)
- Erich Kempka
- August Körber (född 1905)
- Franz Schädle

## Kommendörer
- Bodo Gelzenleuchter: 1932
- Willy Herzberger: 1932 — 11 april 1933
- Kurt Gildisch: 11 april 1933 — 15 juni 1934
- Bruno Gesche: 15 juni 1934 — januari 1945
- Franz Schädle: januari 1945 — 1 maj 1945

### Webbkällor
- ”SS-Begleitkommando des Führers” (på engelska). Axis History. Arkiverad från originalet den 8 september 2013. https://web.archive.org/web/20130908133509/http://www.axishistory.com/about-ahf/122-germany-waffen-ss/germany-waffen-ss-minor-units/1392-ss-begleitkommando-des-fuehrers. Läst 7 september 2013.